# Plack

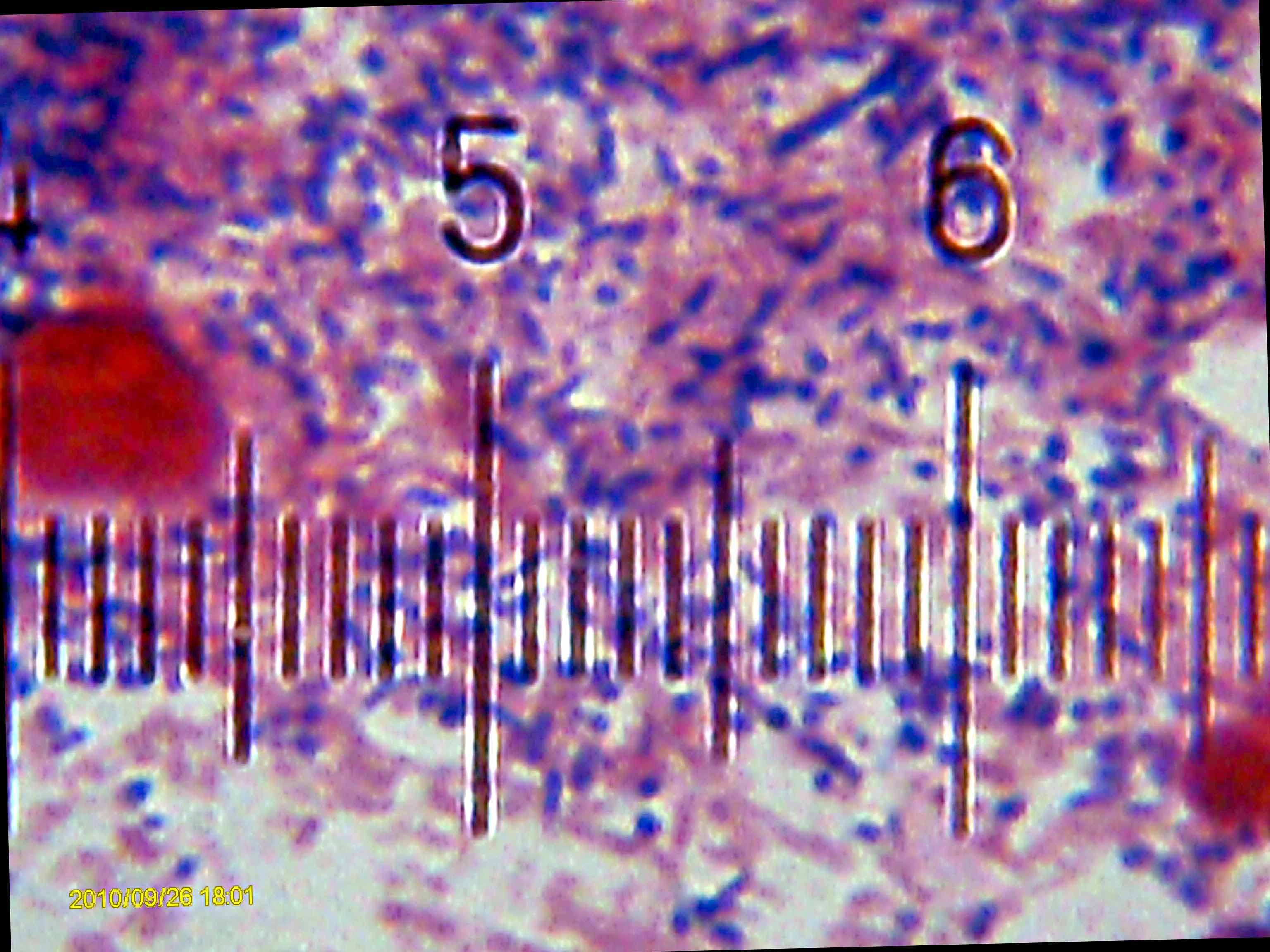
Mikroskopisk bild som visar en del av de bakterier plack består av. De numrerade linjerna har ett avstånd på 10 µm; mellan de kortare strecken är avståndet 1 µm.

Med plack menas beläggningar av olika slag i kroppen:
- I blodkärl, se Åderförkalkning
- I hjärnan, se Alzheimers sjukdom
- På tänderna

## Tandplack
En tunn bakteriebeläggning (vanligtvis färglös) som byggs upp på tänderna. Om den inte avlägsnas kan den orsaka karies eller gingivit.
Mikroorganismerna som bildar beläggningen är nästan helt bakterier (huvudsakligen streptococcus mutans och anaeroba organismer), med varierande sammansättning beroende på platsen i munnen. Exempel på anaeroba bakterier är fusobacterium och Actinobacteria.
De mikroorganismer som finns i plack är alla naturligt förekommande i munhålan, och är normalt ofarliga. Men om inte tänderna borstas regelbundet för att ta bort placken, så kan mikroorganismerna bygga upp ett tjockt lager. Mikroorganismerna närmast tandytan ställer om till anaerob andning. Det är i detta stadium som de börjar producera syror som konsekvent leder till en demineralisation av den närliggande tandytan, och tandkaries. Saliven förmår inte tränga igenom den bildade placken och kan inte neutralisera syran som bildas av bakterierna och återföra mineralerna till tandytan.
Placken som byggs upp kan också bli mineraliserad och bilda tandsten.
Drygt 500 olika arter av bakterier kan orsaka plackbildning.